# Rivière Manistee
Pour les articles homonymes, voir Manistee.
La Rivière Manistee coule sur 310 km à travers le nord-ouest de la Péninsule inférieure du Michigan dans l'État du Michigan aux États-Unis. Elle rejoint le Lac Michigan à Manistee.